# Palenque (Chiapas)
Palenque es una ciudad mexicana situada en  el estado de Chiapas, cabecera del municipio homónimo. De origen maya, es una ciudad ubicada cerca del río Usumacinta, y su principal atractivo turístico es la zona arqueológica de Palenque. Se encuentra a 3.5 km del río Chacamax, 21.5 km de las cascadas de Misol-Ha, a 62 km de las Cascadas de Agua Azul y a pocos kilómetros de Agua Clara.

## Toponimia
Palenque viene del castellano que significa "lugar cercado de una valla de madera o estaca".

## Historia
Palenque es una ciudad y centro ceremonial muy antigua que data de los siglos III o IV de la antigua era, se han realizado expediciones y trabajos para poder saber qué es lo que se realizaba en esa época.
El nombre Palenque proviene del antiguo idioma chol, que significa Hogar de las culebras o también llamado Cabeza de culebra se cree que antes de que se descubriera América, puesto que se han encontrado vestigios de otras culturas como lo es la del Golfo de México. 
La ciudad de Palenque fue fundada en 1567 por el fraile dominico Pedro Lorenzo de la Nada . En la nueva localidad, Fray Pedro Lorenzo integró a familias de la etnia de los choles, quienes se encontraban viviendo de forma dispersa en la Selva Lacandona. 
Pasaron casi doscientos años desde la fundación de la "moderna" localidad de Otolún o Palenque hasta 1740, cuando el sacerdote Antonio Solís descubrió la zona arqueológica de Palenque.
Sesenta años después, el 29 de octubre de 1813, Palenque fue declarada villa mediante el decreto expedido por las Cortes de Cádiz. El 19 de diciembre de 1972 el entonces gobernador constitucional en funciones del estado de Chiapas, Manuel Velasco Suárez, le otorgó la categoría de ciudad.
La zona arqueológica de Palenque fue una gran ciudad de la cultura maya durante el período clásico; su tamaño se estima en 7 km de este a oeste, que aún no ha sido explorado totalmente. Además  cuenta con la selva más grande de México: la "Selva Lacandona".

## Geografía

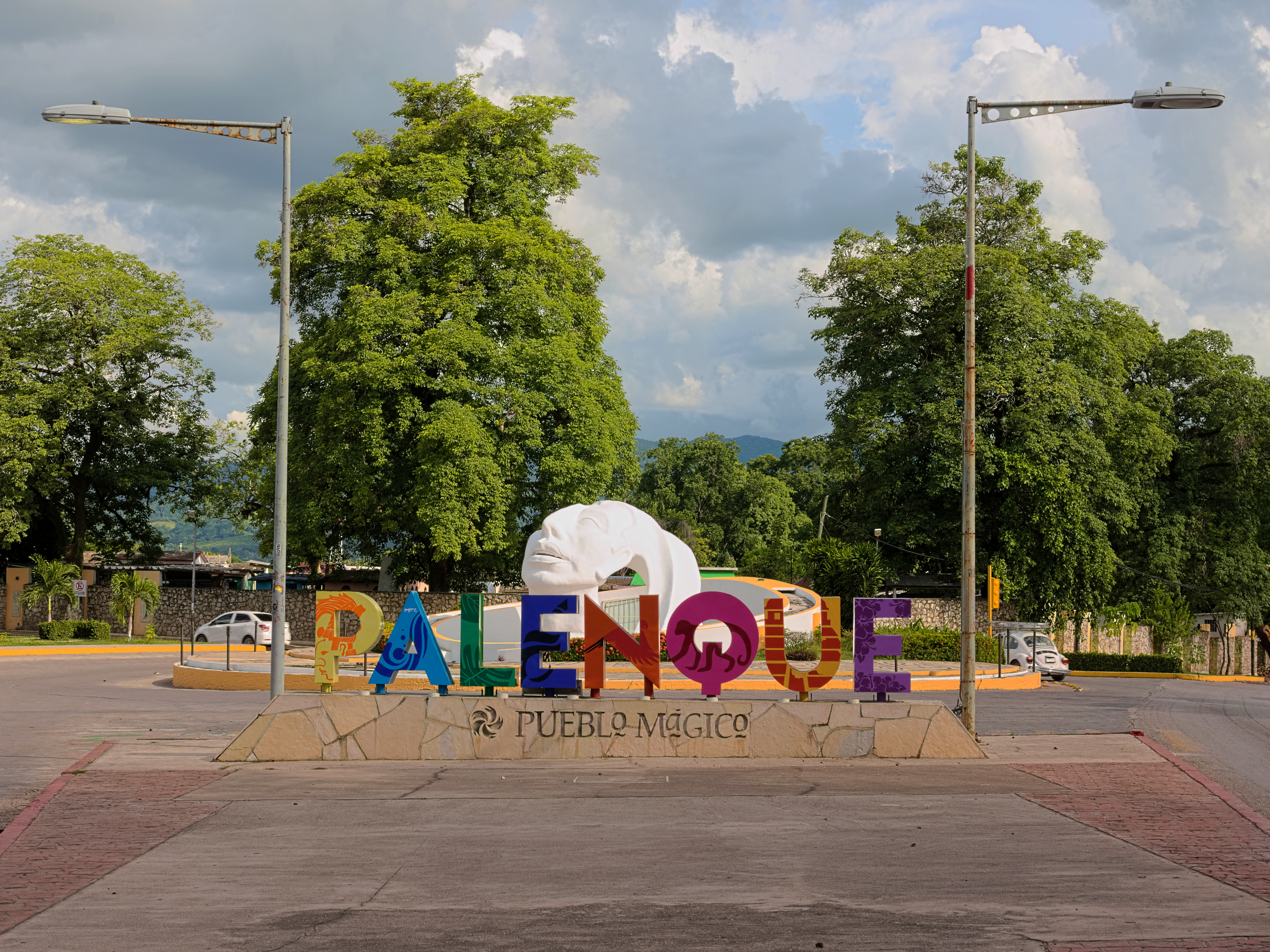
Cabeza maya en Palenque

Palenque se encuentra al sur por la carretera federal a San Cristóbal de las Casas, hacia el sureste por la carretera federal con el sitio arqueológico de Bonampak y la Reserva de la Biósfera de Montes Azules. Debido a su ubicación entre los límites montañosos del norte y oriente del estado de Chiapas y de la llanura del Golfo, el relieve de la localidad es muy variado, con terrenos accidentados y semiplanos. La vegetación es considerada selva alta.

### Clima
El clima es tropical húmedo, con una media de temperatura anual de 26 °C, la precipitación pluvial es de 2762.9 mm al año, los vientos dominantes son del "norte", especialmente en el invierno.
| Parámetros climáticos promedio de Palenque    | Parámetros climáticos promedio de Palenque | Parámetros climáticos promedio de Palenque | Parámetros climáticos promedio de Palenque | Parámetros climáticos promedio de Palenque | Parámetros climáticos promedio de Palenque | Parámetros climáticos promedio de Palenque | Parámetros climáticos promedio de Palenque | Parámetros climáticos promedio de Palenque | Parámetros climáticos promedio de Palenque | Parámetros climáticos promedio de Palenque | Parámetros climáticos promedio de Palenque | Parámetros climáticos promedio de Palenque | Parámetros climáticos promedio de Palenque |
| Mes                                           | Ene.                                       | Feb.                                       | Mar.                                       | Abr.                                       | May.                                       | Jun.                                       | Jul.                                       | Ago.                                       | Sep.                                       | Oct.                                       | Nov.                                       | Dic.                                       | Anual                                      |
| --------------------------------------------- | ------------------------------------------ | ------------------------------------------ | ------------------------------------------ | ------------------------------------------ | ------------------------------------------ | ------------------------------------------ | ------------------------------------------ | ------------------------------------------ | ------------------------------------------ | ------------------------------------------ | ------------------------------------------ | ------------------------------------------ | ------------------------------------------ |
| Temp. máx. abs. (°C)                          | 38.0                                       | 39.0                                       | 41.0                                       | 42.5                                       | 43.0                                       | 42.0                                       | 42.0                                       | 40.0                                       | 39.0                                       | 39.0                                       | 39.0                                       | 38.0                                       | 43.0                                       |
| Temp. máx. media (°C)                         | 28.2                                       | 29.4                                       | 32.0                                       | 34.2                                       | 35.2                                       | 34.1                                       | 33.4                                       | 33.5                                       | 32.6                                       | 30.9                                       | 29.5                                       | 28.1                                       | 31.8                                       |
| Temp. media (°C)                              | 22.9                                       | 23.6                                       | 25.6                                       | 27.6                                       | 28.5                                       | 27.9                                       | 27.3                                       | 27.4                                       | 27.0                                       | 25.8                                       | 24.5                                       | 23.2                                       | 25.9                                       |
| Temp. mín. media (°C)                         | 17.7                                       | 17.9                                       | 19.2                                       | 21.0                                       | 21.8                                       | 21.7                                       | 21.3                                       | 21.3                                       | 21.3                                       | 20.7                                       | 19.6                                       | 18.3                                       | 20.2                                       |
| Temp. mín. abs. (°C)                          | 9.0                                        | 5.0                                        | 9.5                                        | 11.0                                       | 11.5                                       | 10.0                                       | 10.0                                       | 10.0                                       | 10.0                                       | 10.0                                       | 10.0                                       | 9.0                                        | 5.0                                        |
| Precipitación total (mm)                      | 152.9                                      | 102.3                                      | 91.5                                       | 77.8                                       | 145.2                                      | 297.0                                      | 202.9                                      | 275.8                                      | 442.4                                      | 318.3                                      | 215.2                                      | 157.8                                      | 2,479.1                                    |
| Días de precipitaciones (≥ 1 mm)              | 9.5                                        | 6.7                                        | 5.2                                        | 4.7                                        | 7.1                                        | 14.6                                       | 14.0                                       | 16.0                                       | 18.0                                       | 15.1                                       | 11.1                                       | 9.0                                        | 131.0                                      |
| Fuente n.º 1: Servicio meteorológico nacional |                                            |                                            |                                            |                                            |                                            |                                            |                                            |                                            |                                            |                                            |                                            |                                            |                                            |
| Fuente n.º 2:                                 |                                            |                                            |                                            |                                            |                                            |                                            |                                            |                                            |                                            |                                            |                                            |                                            |                                            |

### Hidrografía
Por las características del terreno montañoso y el clima de la zona, los recursos hidrológicos son abundantes, en los alrededores de Palenque corren los ríos Usumacinta, Chacamax, Chancalá, Chocoljaito, Bascán, Michol, San Simón y Trapiche.

### Flora y fauna
La diversidad de la flora contempla recursos madereros como ceiba, cedro, caoba, chicozapote, así como guarumbo, hule, jimba, capulín, calaguaste, canishte, coralillo, castarica, pasaque y guayacán.
La fauna también es variada, se puede encontrar jabalí, armadillo, mapache, tortuga plana, tortuga cocodrilo, puercoespín, coatí (tejón), tlacuache (zarigüeya), venado cabrito, iguana de ribera, boa, coralillo y zopilote rey, así como aves como colibrí pea, chachalacas, guacamayas y algunos tucanes, aunque una de las especies más emblemáticas es el saraguato (Alouatta pigra) o mono aullador.

## Población
La etnología de Palenque, es variada, los grupos más importantes de indígenas que habitan son choles, tzeltales, lacandones y barcelos.

## Lugares de interés

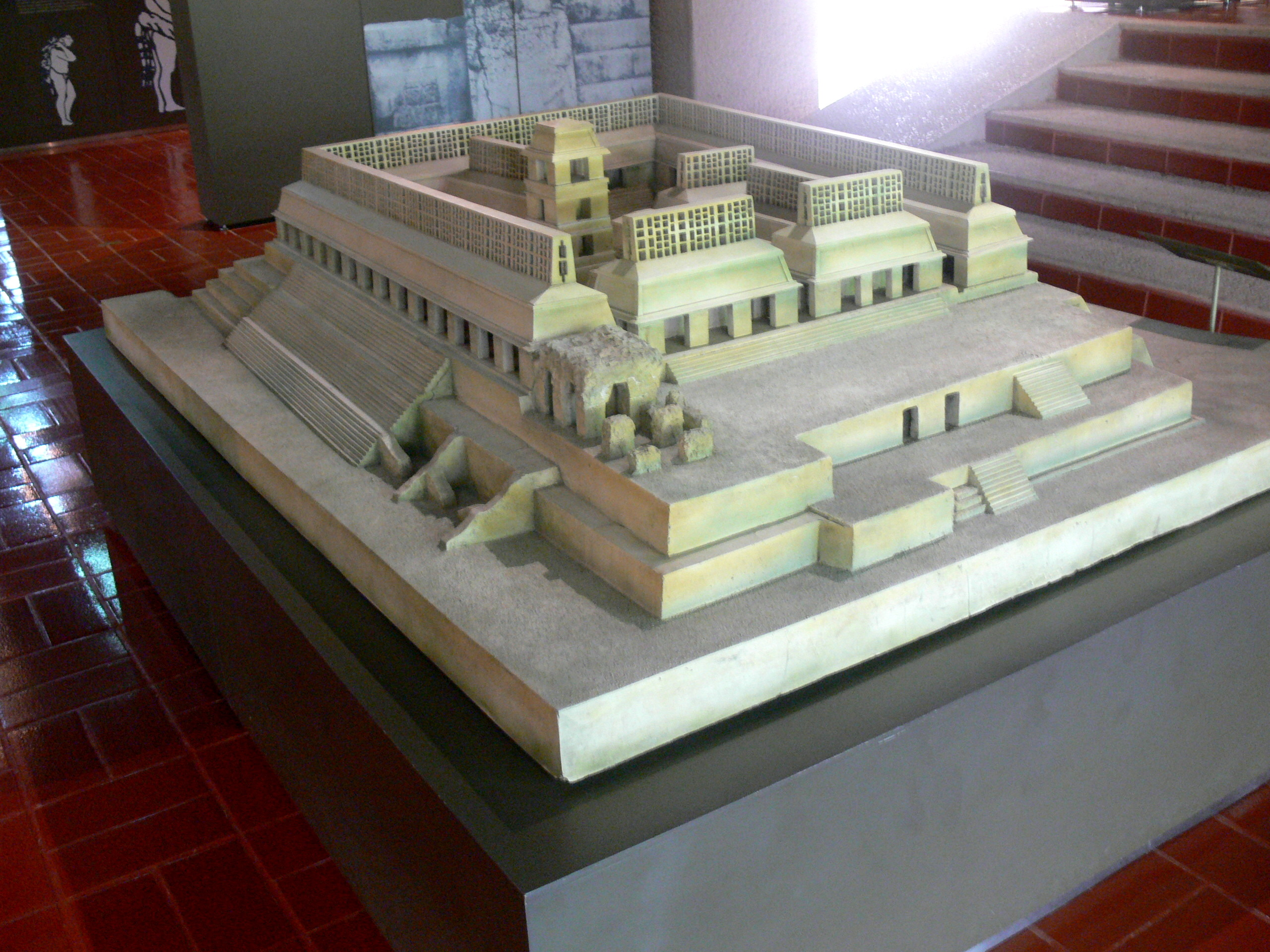
Museo Alberto Ruz Lhuillier.

La zona arqueológica de Palenque es el punto principal a visitar, y en el museo Alberto Ruz Lhuillier se exhiben colecciones arqueológicas así como ilustraciones y objetos de pioneros, viajero, exploradores e historiadores que han contribuido para la investigación de las ruinas arqueológicas, el sitio es administrado por el Instituto Nacional de Antropología e Historia.